# Матам
Матам е столицата на региона Матам в североизточен Сенегал и се намира на река Сенегал на границата с Мавритания. При преброяването от 2002 г. Матам е имал 14 620 жители. През 2007 г. по официални изчисления населението на града е нараснало до 17 324 души. През 1996 г. долината на река Горен Сенегал, простираща се от Матам до Диаму в Мали, е сочена като един от най-бедните и най-недостъпни региони в западния Сахел.

## Климат
Матам има горещ пустинен климат (BWh) с малко или никакви валежи през всички месеци с изключение на юли, август и септември.
| Климатични данни за Матам | Климатични данни за Матам | Климатични данни за Матам | Климатични данни за Матам | Климатични данни за Матам | Климатични данни за Матам | Климатични данни за Матам | Климатични данни за Матам | Климатични данни за Матам | Климатични данни за Матам | Климатични данни за Матам | Климатични данни за Матам | Климатични данни за Матам | Климатични данни за Матам |
| Месеци                    | Яну                       | Фев                       | Март                      | Апр                       | Май                       | Юни                       | Юли                       | Авг                       | Сеп                       | Окт                       | Ное                       | Дек                       | Год                       |
| ------------------------- | ------------------------- | ------------------------- | ------------------------- | ------------------------- | ------------------------- | ------------------------- | ------------------------- | ------------------------- | ------------------------- | ------------------------- | ------------------------- | ------------------------- | ------------------------- |
| Средно високо °C (°F)     | 33.5 (92.3)               | 36.4 (97.5)               | 38.7 (101.7)              | 41.1 (106.0)              | 42.5 (108.5)              | 40.9 (105.6)              | 36.7 (98.1)               | 34.6 (94.3)               | 35.4 (95.7)               | 38.4 (101.1)              | 37.0 (98.6)               | 33.8 (92.8)               | 37.4 (99.4)               |
| Средна дневна °C (°F)     | 24.5 (76.1)               | 26.8 (80.2)               | 29.4 (84.9)               | 32.3 (90.1)               | 34.3 (93.7)               | 34.0 (93.2)               | 31.1 (88.0)               | 29.5 (85.1)               | 29.9 (85.8)               | 31.1 (88.0)               | 28.3 (82.9)               | 25.4 (77.7)               | 29.7 (85.5)               |
| Средно ниско °C (°F)      | 15.5 (59.9)               | 17.3 (63.1)               | 20.1 (68.2)               | 23.5 (74.3)               | 26.1 (79.0)               | 27.2 (81.0)               | 25.6 (78.1)               | 24.5 (76.1)               | 24.5 (76.1)               | 23.8 (74.8)               | 19.7 (67.5)               | 17.0 (62.6)               | 22.1 (71.7)               |
| Средни валежи мм (инчове) | 0 (0)                     | 1 (0.0)                   | 0 (0)                     | 0 (0)                     | 1 (0.0)                   | 25 (1.0)                  | 87 (3.4)                  | 133 (5.2)                 | 98 (3.9)                  | 21 (0.8)                  | 2 (0.1)                   | 1 (0.0)                   | 369 (14.4)                |
| Source: Climate-Data.org  |                           |                           |                           |                           |                           |                           |                           |                           |                           |                           |                           |                           |                           |

Матам има фосфатни мини в близост. Освен това в града има поща, бензиностанции, стадион, хотели, училищта, джамии, църква, пазар, ресторант и сервизи. На другия бряг на реката, срещу Матам е територията на република Мавритания (точно срещу Матам има малко мавританско село).

## Население
Населението на Матам е около 19 000души.
| год | 1976 | 1988   | 2002   | 2007   | 2010   |
| --- | ---- | ------ | ------ | ------ | ------ |
| нас | 9849 | 10 722 | 14 620 | 17 324 | 19 000 |